# Bitva u Kroměříže
Bitva u Kroměříže byla válečným střetem mezi oddíly východočeského husitského svazu pod velením Diviše Bořka z Miletínka a Bedřicha ze Strážnice a katolickým vojskem s vojsky olomouckého biskupa Jana XII. Železného a opavského knížete Přemysla I. Opavského v rámci orebitského tažení husitů na Moravu v počáteční fázi husitských válek. Odehrála se koncem června 1423 v okolí předměstí Kroměříže na střední Moravě a skončila vítězstvím husitského vojska a následnou kapitulací města o den později.  
Kroměřížský triumf orebitů byl asi největším úspěchem v pořadí druhého většího tažení českého husitského svazu na Moravu a pokořením získání po Olomouci nejcennější biskupské pevnosti v kraji, byť byla Kroměříž zanedlouho a jen nakrátko vojskem Jana Železného dobyta zpět. 

## Pozadí
V prvních letech husitských válek se větší ozbrojené akce zpočátku Moravě vyhýbaly. Roku 1421 došlo k jarnímu tažení husitů na západní Moravu, kteří po bitvě na Vítkově pronásledovali ustupující vojsko, kde husité obsadili několik měst ležících na česko-moravské zemské hranici a na jihovýchodní Moravě vzniklo středisko radikálních husitů - Nový Tábor u Nedakonic. Část moravské šlechty se k povstání přidala, i jejich podpora však byla v bojích vůči králi Zikmundovi Lucemburskému spíše zdrženlivá. Největší vojenskou akcí na Moravě roku 1422 bylo pak vesměs neúspěšné vojsky Zikmunda a Albrechta II. Habsburského zakončené dobývání Uherského Ostrohu a odvolané po zprávách o příchodu vojska litevského knížete Zikmunda Korybutoviče. Téhož roku došlo také k důležité změně na Moravě ve smyslu politickém. Albrecht Habsburský si vzal dceru Zikmunda a v roce 1423 se stal moravským markrabětem. 
Moravská husitská šlechta sice slíbila poslušnost novému vladaři, ovšem menší radikální část již byla na straně českých husitů a na Moravě tak začaly vznikat husitské ostrůvky. Proti nim vystupoval zejména olomoucký biskup Jan XII. Železný, který velel svému přibližně třítisícovému vojsku. Ten vedl svá vojska na koni v brnění do boje, proto dostal přízvisko Železný. V letech 1422 a 1423 např. obléhal a dobyl hrady Račice, Černá Hora, Boskovice, Kunštát či Nový hrad. 

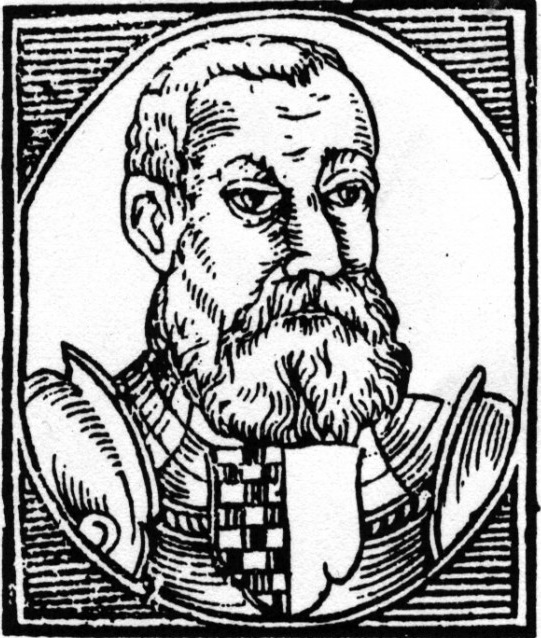
Fiktivní portrét Diviše Bořka z Miletínka, vítěze od Kroměříže

Z obavy, že Janovo vojsko spolu s oddíly dalších Zikmundovi loajálním šlechticům, jako byli moravský zemský hejtman Petr z Kravař, Václav z Dubé a Leštna či opavský kníže Přemysl, vyrazí při novém křížovém tažení císaře do Čech s ním, bylo rozhodnuto o vypravení vojenské výpravy, která tomuto možnému výpadu zabrání. Jejího vedení se ujal již zkušený husitský hejtman Diviš Bořek z Miletínka, spolu s bratry Viktorínem Bočkem a Hynkem Bočkem z Poděbrad, Hynkem Kodlštejnským z Valdštejna, Haškem Ostrovským či kališnickým kněžím Bedřichem ze Strážnice. Výprava vyrazila v červnu z Hradce Králové, centra orebitů, jihovýchodním směrem, cestou plenila katolické statky, kostely či kláštery. Na jižní Moravě pak dobyla několik významných bodů jako Vyškov, Slavkov a hrad Melice a posléze také strategicky významný Přerov. Vojsko pod vedením biskupa Jana Železného se pak shromáždilo okolo biskupského města Kroměříž, kterému orebité (patrně z Přerova) vyrazili vstříc. 

## Průběh
K polnímu střetu mezi oběma vojsky došlo pak koncem června 1423 nedaleko Kroměříže. Orebitské vojsko vedené Bořkem z Miletínka a Bedřichem ze Strážnice se v něm utkalo s několikatisícovou armádou olomouckého biskupa a opavského knížete Přemysla v dlouhé a tuhé bitvě v místech kroměřížských předměstí, která si vyžádala značné ztráty na obou stranách. Husité v bitvě nakonec zvítězili a donutili katolické síly ke stažení se pryč od města, ve kterém pak zůstala pouze nevelká posádka. 
Druhý den po bitvě se orebitskému svazu město Kroměříž vzdalo a následně bylo obsazeno, kde následně došlo k zajetí řady zdejších šlechticů, jako např. Jiříka ze Šternberka a Lukova, Jana z Bítova a Corštejna a dalších, stejně jako získání značné materiální kořisti. 

## Hodnocení bitvy
V rámci orebitského moravského tažení roku 1423 se jistě jednalo o největší polní bojový střet celé výpravy, která po obsazení Kroměříže vyrazila ještě k úspěšnému dobytí Kvasic. Úspěch vrchního hejtmana Bořka z Miletínka však netrval dlouho, neboť během bojů byl svržen z pozice hejtmana Hradce Králové a se svým vojem tak donucen k návratu do Čech. Stanul v čele umírněného křídla husitů a v bitvě u Strachova dvora poblíž Hradce Králové prohrál v souboji s někdejším spojencem Janem Žižkou ve vůbec prvním střetnutí mezi dvěma husitskými vojsky.
Vinou odtáhnutí orebitů bylo pak v následné době jisté množství obsazených hradů a měst zpětně obsazena silami Jana Železného, mj. také Kroměříž. Ta byla však husity na podzim toho roku opět opanována husity. Hynek Boček byl pak roku 1424 poražen vojskem Jana Železného v bitvě u Slušovic. Výraznou vojenskou převahu na Moravě pak husité měli zejména v letech 1427 až 1431 a díky tomu tak úspěšně rozbili severomoravskou katolickou koalici (biskup Jan Železný raději odešel z Moravy do Uher) a čelili též výpadům markraběte Albrechta. Husitské války na Moravě pak končí 9. září 1434 v Brně po podepsání dohody moravského ladnfrýdu s Albrechtem, přijetí jej za svého pána a recipročnímu stvrzení jejich privilegií Albrechtem. Kromě moravských pánů přiložil k tomuto dokumentu svou pečeť i olomoucký biskup Kuneš ze Zvole a opavský kníže Václav II. Opavský. Současně probíhala jednání o programu čtyř artikulů, která skončila po složitých jednáních až 5. července 1436, kdy byl v Jihlavě vyhlášen smír mezi církví a obecným sněmem království Českého a markrabství Moravského, čímž byla potvrzena Basilejská kompaktáta.